# Faust Vrančić (BŠ-73)
Le Faust Vrančić (BŠ-73) est un navire de guerre de la flotte de la marine militaire croate. C'est désormais un navire de recherche et sauvetage. Il a été construit au chantier naval Tito de Belgrade en 1976 pour la marine militaire yougoslave sous le nom de PS-12 Spasilac. Deux autres navires ont été construits dans cette même classe Spasilac. Le navire a été saisi à Šibenik en 1991 à et a rejoint la marine croate pour en devenir le navire de commandement sous son nom actuel.

## Historique
Équipé d'une chambre de décompression et d'un petit sous-marin de sauvetage son rôle principal était le sauvetage des sous-marins. Il est également destiné à éteindre les incendies sur les navires et à effectuer des travaux de plongée sous-marine.
Le navire fait partie de la garde côtière croate. C'est également le seul navire de la flotte militaire croate qui répond aux exigences de la surveillance de la  zone de protection écologique et des pêches (ZERP) dans la zone économique exclusive de Croatie.

## Galerie

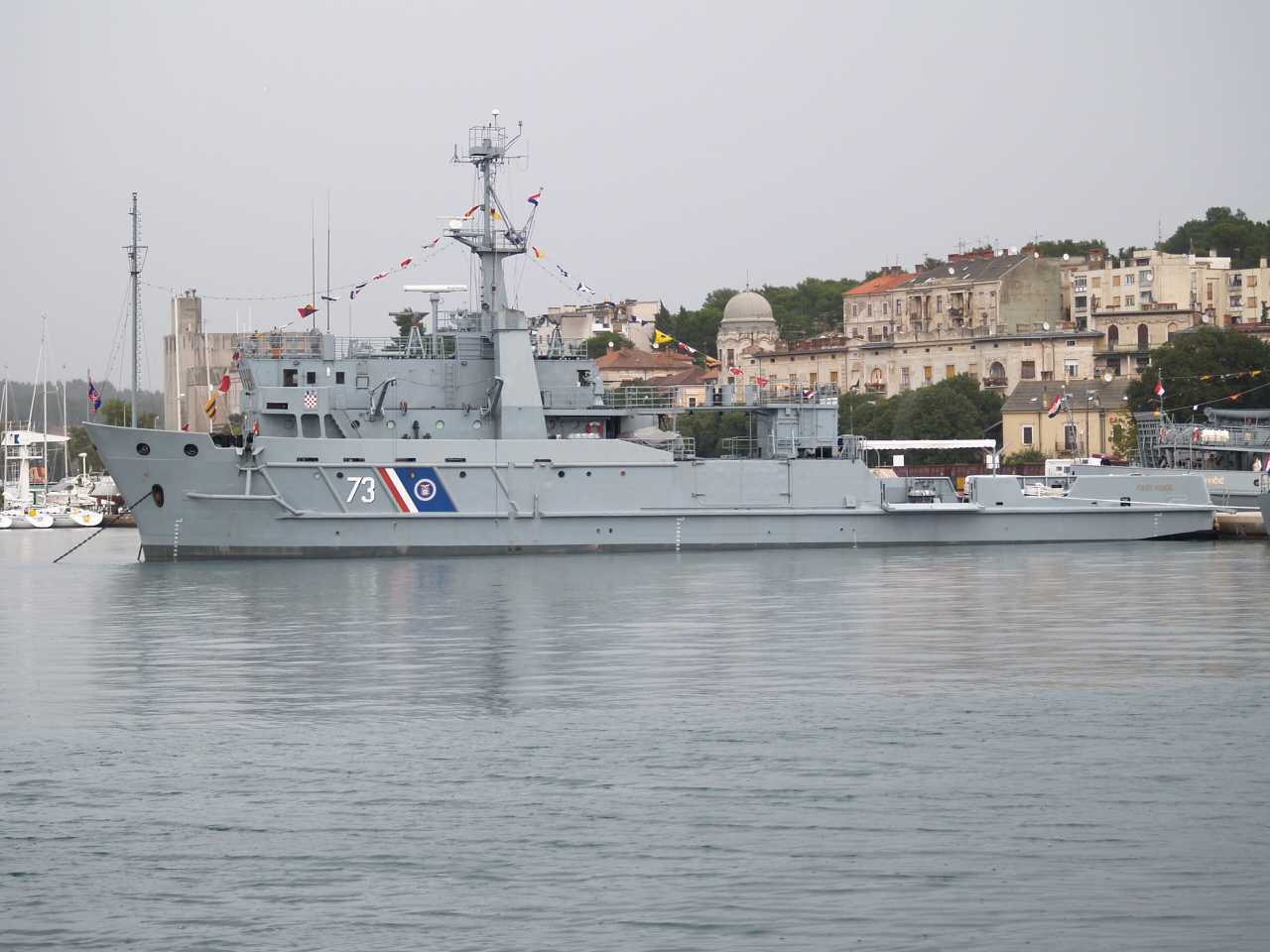
BS-73 Faust Vrančić en 2005
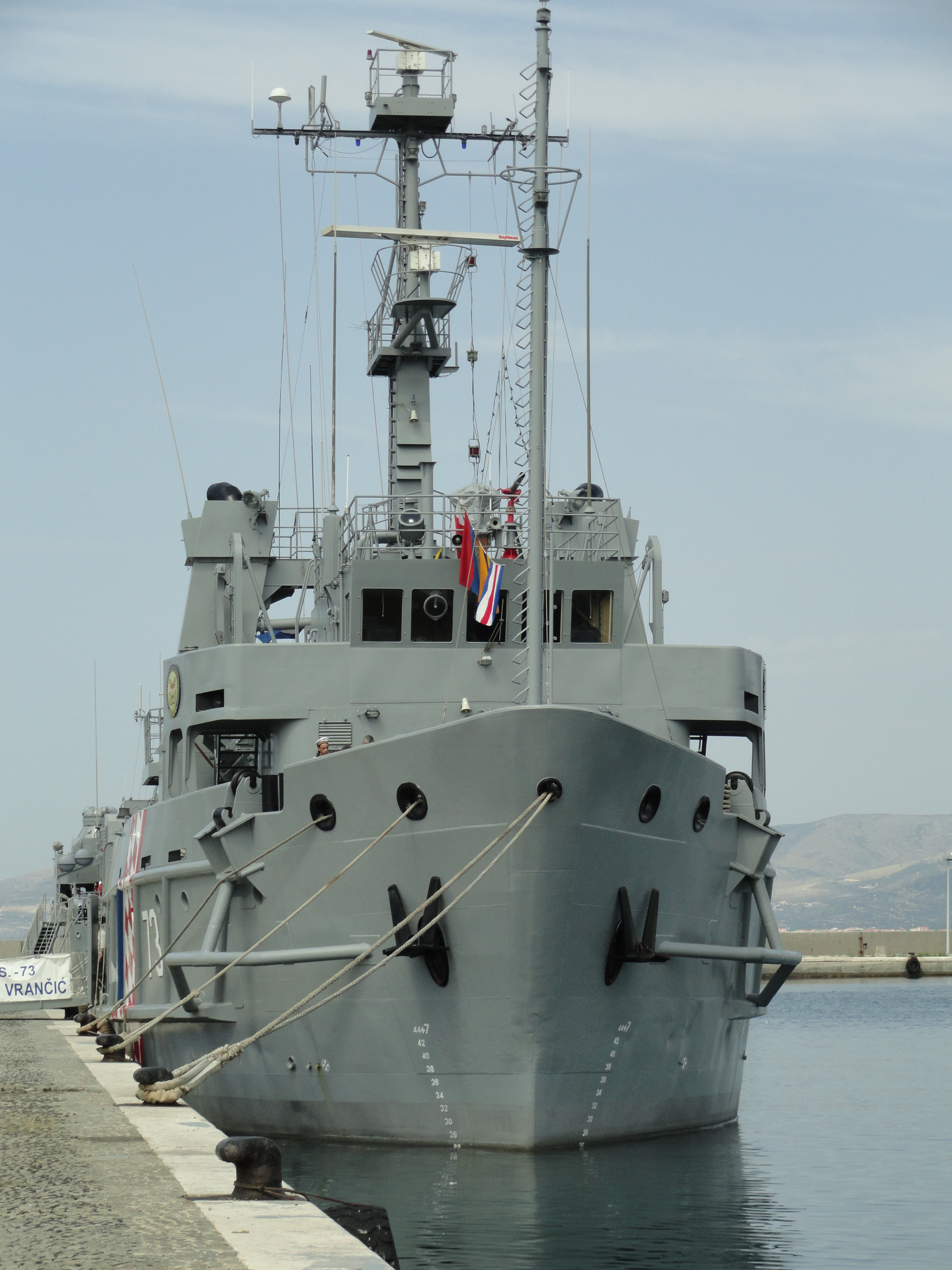
vue de proue
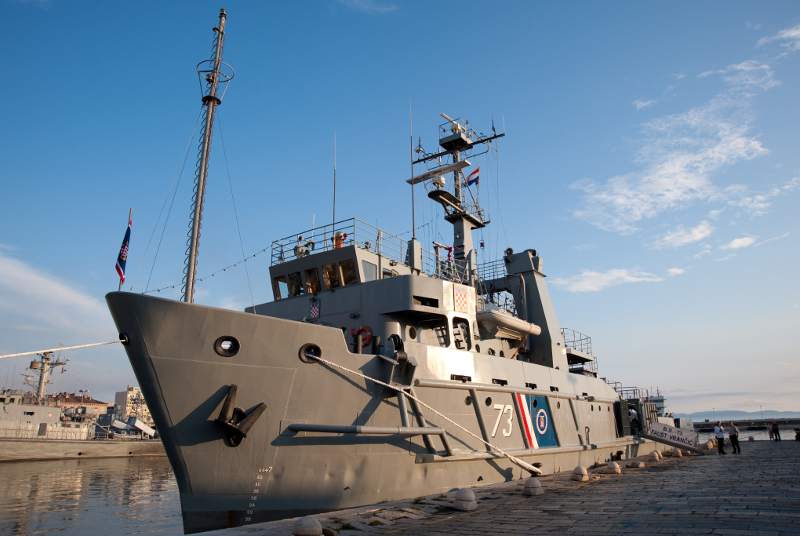
en 2009